# 笨蛋，測驗，召喚獸
《笨蛋，測驗，召喚獸》是Fami通文庫發行的輕小說，是第8屆Entame大獎小說部門編輯部特別獎得獎作品。作者為井上堅二，插畫家是葉賀唯。於2010年1月改編為電視動畫。2010年4月1日宣布將製作電視動畫續篇，由於碰巧是愚人節，有商品網站惡搞本作將進軍荷里活。2010年5月23日官方宣布製作第2季，並於2011年7月開播。
2015年榮獲SUGOI JAPAN Award輕小說部門第8名。
截止至2017年七月在動畫推出BDBOX時宣布本作累計銷量突破730萬部

## 故事簡介
文月學園採用根據科學、偶然性和神祕學所開發的「測驗召喚系統」，讓感嘆學歷低落的學生之間掀起了一股新的風潮。在這所依照分班考試成績嚴格實行分班的學園裡，男主角吉井明久自信滿滿地等待着測驗結果，結果卻被分到最差的班級F班！同時，考試坐在明久身邊的姬路瑞希因病發作，優異的成績作廢，同樣被分到F班。明久為了改善瑞希的學習環境，只能盡用班級之間的測驗召喚戰爭提升設備。

## 登場人物

### 文月學園高中部二年級

#### F班
成績最糟糕的班級，有著最差的設備，包括壞掉的榻榻米、缺乏填充物的座墊和小茶几做成的課桌。由47名男性、2名女性和秀吉組成，二年級有149名男學生，因此約有三分之一在F班。
吉井明久（Yoshii Akihisa，聲優：日本：下野紘；台灣：鍾少庭）
故事的主角。第一人稱敘事者。他是無可救藥的笨蛋，成績奇差無比。擁有笨蛋的代名詞頭銜「觀察處分者」，這個頭銜使他的召喚獸能夠接觸到物體，但代價是召喚獸所受傷害會轉移到自己身上。
在四人組中屬於前鋒的角色，不過也經常被當成棄子。
他的雙親長期在海外工作，雖然有定時匯生活費給他，但他總是拿去買新遊戲。這使得他以鹽水、糖和油為主食，偶爾會以泡麵度日，但仍會將一包泡麵分成64份以延長食用時間。由於他獨自生活，因此他擅長烹飪和家務
有許多女性和男性都愛慕他，包括久保利光、姬路瑞希、島田美波、島田葉月和吉井玲，不過因為他太笨了而沒有察覺。他和雄二有著深厚的友誼，不需言語就能了解彼此想法。
在第二集學園祭時獲得了白金手環，可以同時召喚出兩隻召喚獸。
姬路瑞希（Himeji Mizuki，聲優：日本：原田瞳／中原麻衣（廣播劇CD）；台灣：穆宣名）
女主角之一。是文月學園裡聰明的學生之一，但因為發燒而無法完成考試，使得她落入F班，否則原本應該可以取得全校第二名的成績。不過因為她與明久分到同一個班級，讓她非常開心。她的個性膽小而害羞，有時會強烈腹黑，有著F罩杯的巨乳（日本尺寸）。她與明久是小學同學，從那時起、她便很敬佩明久關懷他人的善良個性，烹飪技巧為災難等級、會在料理中添加王水和鹽酸等等正常人不會加入的材料，恐怖程度就算是號稱鐵胃的秀吉和身體強壯鐵人吃了也會當場倒地不起，但她完全沒有意識到這一點，在第二季第13集最後親吻明久的臉頰，並說出『我的初戀還沒結束』。
作者井上堅二開始寫《笨蛋、測驗、召喚獸》之前，他曾經將姬路瑞希這一角色構思為正統派純情女主角，但在他開始寫作後，瑞希的這一設定也消失得無影無蹤。
她的召喚獸是個穿著重型鎧甲的戰士。
島田美波（Shimada Minami，聲優：日本：水橋香織／清水香里（廣播劇CD）；台灣：傅暐霖）
女主角之一。她是日本人，但在進入文月學園之前都住在德國，因此她對漢字較為生疏，但她擅長數學，因為不會用到漢字。她擅長關節技，她的外表苗條、腿部修長，但胸部僅有A罩杯，因此她相當忌妒有巨乳的瑞希。雖然她喜歡明久、但她無法自然地表達感情，經常會用過於激烈的方式表達，讓明久產生誤會，以為美波要殺了自己，因明久簡訊傳錯表達示愛，在第二季第七集最後與明久接吻。
她的召喚獸身穿藍色海軍軍服，拿軍刀。
坂本雄二（Sakamoto Yuuji，聲優：日本：鈴木達央、平田真菜（幼年）／谷山紀章（廣播劇CD）；台灣：林谷珍、穆宣名（幼年））
雄二是明久最好的朋友，兩人一搭一唱。本作笑料的主要來源。
在四人組中屬於指揮官及領導者的角色，經常和明久互捅對方婁子。
他是F班最聰明的學生，且相當有遠見，他之所以進入F班是因為他認為成績不是一切、所以完全不讀書。但在輸給了青梅竹馬霧島翔子後激發了再度學習的動力，他的成績和召喚獸也變得強大。
自小學起便不斷地被霧島翔子求婚，但坂本認為她對待自己如同對待奴隸，雖然屢次拒絕但毫無效果。
他的召喚獸是穿著特攻服、戴指虎的龐克風格學生。
木下秀吉（Kinoshita Hideyoshi，聲優：日本：加藤英美里／水原薰（廣播劇CD）；台灣：李明幸）
秀吉是個十分女性化的美少年，他和A班的木下優子是雙胞胎姊弟，兩人長相幾乎完全相同，因此他的同學通常將他視為女孩，但秀吉對此感到不滿。他的第一人稱是「老朽」。
秀吉的性別在設定上就是「秀吉」，是該作品世界觀之中一種不屬於男性，亦不屬於女性的性別，他在校內有自己專用的更衣室和浴室。雖然他的學業很差，但他具有表演才華，還能模仿他人的聲音。
他的召喚獸是穿著袴、揮舞薙刀的模樣。
秀吉是四人組中的常識人。經常扮演闖禍四人組裡吐槽或規勸的角色，但偶爾也會配合明久等人做蠢事，相當珍惜與明久他們之間的友情，也是四人中最少拖人下水的角色（但在被迫吃姬路料理時，還是會為了保命毫不猶豫的拉明久等人下水）。
小說後期，似乎開始對明久顯露出朋友以上的感情，甚至在明久誇讚悶聲色狼穿的女裝好看時，做出了類似吃醋的反應。
在2009年的「這本輕小說真厲害！」男性角色排名得到第一名，女性角色也得到第十名，全體角色排行榜第二名。在2010年的「這本輕小說真厲害！」再次奪得男性角色排名第一名，女性角色排行榜更是升至第七名，全體角色排行榜也升至第一名。在小說人氣投票中獲得女性角色部門的第一名。
土屋康太（Tsuchiya Kota，聲優：日本：宮田幸季／川田紳司（廣播劇CD）；台灣：鈕凱暘）
個性沉默寡言而且極度好色，因此被取了外號「悶聲色狼」，他經常會以各種方式出現在各種場所、以各種角度偷拍女孩的照片並販售牟利。
四人組中負責調查的角色，卻也經常偷偷調查女生。
此外、他也擅長蒐集情報。儘管他很好色，但在被挑逗時仍會噴出大量的鼻血。他還在全校裝滿了監控攝影鏡頭。
他的學業成績非常糟糕，但在健康教育上有無與倫比的知識，分數甚至比負責教授健康教育的教師還高。
他的召喚獸穿著忍者服，雙手持小太刀。
須川亮（Sugawa Ryou，聲優：日本：後藤啟介；台灣：林谷珍）
F班的次要人物，並不屬於上述主要人物組成的小團體。他是FFF團的領袖。
FFF團
全名「異端審問會·FFF團」，由2年F班的部份男學生組成的異端審判組織，屬溫和派的去死去死團。首領是須川亮。全員服裝皆為寫有「F」的黑袍、手持巨型鐮刀。會審判受女孩子歡迎的男人並集體追殺他，對於獲得幸福享受戀愛的戀人們相當嫉妒。此外、他們是秀吉的粉絲。

#### A班
成績最好的學生所組成的一班，享有高級設備，包括個人電腦、飲料和點心吃到飽。其中霧島翔子、木下優子和工藤愛子三位學生合稱A班三子。
霧島翔子（Kirishima  Shouko，聲優：日本：磯村知美／冰青（廣播劇CD）；台灣：李明幸）
雄二的青梅竹馬。長髮飄飄的美人。成績最頂尖的學生。她相當有自信且聰明，說話輕聲細語，在小說中，她的對白並不是以引號而是以括弧號包夾。她自小便瘋狂地喜歡雄二，對其它男性的告白一律拒絕，因此曾被認為是女同性戀。她經常會戳雄二的眼睛以防止他去看其它女孩穿泳裝或換衣服的樣子，她會使用鎖鍊、項圈、電擊棒等物品控制他。她也規劃了兩人結婚後的計劃，更將小孩的名字也取好了。她不擅長機械，任何機械到了她手中都會毀壞。
因為雄二的關係，經常參與F班的事務。
她的召喚獸身穿日本武士鎧甲、手持日本刀。
木下優子（Kinoshita Yuuko，聲優：日本：加藤英美里／水原薰（廣播劇CD）；台灣：林筱玲）
F班的木下秀吉的雙胞胎姊姊，兩人出生時間相差三分鐘，外表幾乎完全相同，但優子比秀吉聰明得多，優子對此感到自豪、並認為秀吉是垃圾。她自傲、蠻橫而且容易激動。秀吉曾經偽裝過她並在C班散布謠言，藉此讓C班與F班結盟對抗A班。此事件後、優子更厭惡秀吉和F班。
經常在秀吉與明久等人耍蠢或是伴女裝時出手“教育（尤其針對關節的部分）”。
在秀吉和優子因故交換身份時，可以從許多方面看出秀吉比優子更具性吸引力。優子非常喜歡BL漫畫，這是她的弱點。
她的召喚獸身穿重型盔甲和馬上長矛比武用的長槍。
工藤愛子（Kudou Aiko，聲優：日本：南條愛乃；台灣：穆宣名）
綠色短髮的僕娘。她活潑、友善而且喜歡惡作劇，不穿胸罩。她擅長電子產品，會透過錄製、剪輯和合成他人的聲音來惡作劇，並造成許多人的誤解和困擾。她特別喜歡土屋康太。
跟翔子一樣，經常參與F班的事務（主要是覺得很有趣）。
她的召喚獸身穿水手服、手持戰斧。
久保利光（Kubo Toshimitsu，聲優：日本：寺島拓篤；台灣：鈕凱暘）
外表很酷的眼鏡男。學業僅次於翔子。在許多次誤會中，他開始誤以為明久對自己有好感，後來也發現自己喜歡上明久，最終也發現自己是同性戀者。
他的召喚獸雙持鐮刀。

#### B班
B班裡文科的學生比較多。
根本恭二（Nemoto  Kyouji，聲優：宮崎寬務／寺井智之（廣播劇CD）；台灣：鈕凱暘）
B班班長。他狡猾而且詭計多端，能毫不猶豫地作弊。他和C班的班長企圖建立同盟對抗F班，在這個計劃被雄二擊敗後、他被迫穿上女校服並拍攝寫真集。
召喚獸裝備為長袍和鏈鐮流星錘。
岩下律子（Iwashita Ritsuko，聲優：平田真菜；台灣：穆宣名）
擅長數學的女孩，被瑞希擊敗。
她的召喚獸在各個作品中並不相同。在漫畫中、召喚獸是忍者造型，而動畫裡身穿西式盔甲，在OVA中裝備金属槌和兔耳。
菊入真由美（Kikuiri Mayumi，聲優：中上育實；台灣：林筱玲）
岩下律子的好友。在參加學園祭召喚獸大賽與吉井和坂本對戰，最終戰敗。
動畫中召喚獸裝備為西洋劍和松鼠尾巴。

#### C班
小山友香（Koyama Yuuka，聲優：五十嵐裕美；台灣：傅暐霖）
C班的班長。茶道部成員。是B班班長根本恭二的女友，在根本恭二被迫拍攝女裝寫真集後便提出分手。動畫中則是在看見穿女校服的樣子後、認為他有戀物癖並落荒而逃。
召喚獸身穿和服，揮舞三叉戟。
黑崎徹（Kurosaki  Tooru，聲優：雞內一也；台灣：林谷珍）
召喚獸手持彎刀。
新野董（Shin'no  Sumire，聲優：平田真菜）
是文月學園廣播社的成員。在各種競賽時擔任解說。

#### D班
清水美春（Shimizu Miharu，聲優：竹達彩奈；台灣：穆宣名）
D班的女性領導者。有反社會性格。非常喜歡美波且對她有強烈的佔有慾，稱呼她為姊姊大人（お姉さま），會驅逐所有靠近美波的男生，尤其是明久。
和同為同性戀的久保利光很合得來。
平賀源二（Hiraga Genji，聲優：岡本信彥；台灣：鈕凱暘）
D班的班長。由於美春對女學生的影響力較強，因此他的影響力只限D班男學生。
召喚獸身穿軍服，手持長劍。
玉野美紀（Tamano Miki）
她喜歡穿著女裝的明久，對穿男裝的明久毫無興趣。
召喚獸的外型是裝備魔法杖的風使魔法師。漫畫中則是使用弓箭。

#### E班
E班裡多為熱衷於社團的學生，大多擅長體育。
中林宏美（Nakabayashi Hiromi，聲優：高山ゆうこ；台灣：穆宣名）
棒球社成員。喜歡久保利光。召喚獸身穿棒球裝、手持球棒。
三上美子（Mikami Yoshiko，聲優：真中桂子；台灣：林筱玲）
只在動畫版中出現過。召喚獸身穿白色巫師長袍，手持大型魔法書。

### 文月學園高中部三年級
常村勇作（聲優：岡野浩介；台灣：鍾少庭）
3年A班學生，與夏川俊平合稱為「常夏拍檔」。成績十分優秀，卻為了想要能夠上不錯的大學而跟教務主任勾結想搞垮目前就讀的學校，甚至使出跟優等生不符的卑鄙手段。曾向秀吉告白並朗誦情詩。
召喚獸裝備為騎士服和斬擊大刀。
夏川俊平（聲優：小野友樹；台灣：林谷珍）
3年A班學生，與常村勇作合稱為「常夏拍檔」。在二年A班的咖啡廳抹黑F班的中華茶館時，被明久黏了胸罩在頭上。
召喚獸裝備為僧侶服和武士刀。
高城雅春
3年A班班長，有極為英俊的外表和多個女朋友。他很聰明、不過也很容易輕信別人，所以很容易受騙。由於姬路瑞希並不會騙他，因此他喜歡瑞希並曾設計要親吻她，但明久推開了瑞希、而他吻到了明久。
召喚獸服裝的和服、木屐、圍巾，武器是武士刀。
小暮葵（聲優：三石琴乃；台灣：傅暐霖）
藍髮巨乳的女學生。對自己的身材非常有自信，不喜歡暴力。茶道社和韻律體操社成員。

### 文月學園教職員
藤堂薰（聲優：仲村香織／文月君（廣播劇CD）；台灣：李明幸）
文月學園的學園長。試驗召喚系統的發明者，秉持「教育者也必需有相應的學力」的教育理念，要求教師也必需參加測驗及使用召喚獸，常常將學園當成自身的發明品實驗場。
被明久與雄二稱為“死老太婆”。
西村宗一（聲優：大塚明夫／佐佐木大輔（廣播劇CD）；台灣：林谷珍）
掌管紀律的嚴格教師，在F班敗給A班後、成了F班的導師。外號「鐵人」，因為他的興趣是鐵人三項，他的個性嚴格、肉體經過千錘百鍊，會將召喚分數歸零的學生拖入補習室教育一番，身受所有學生的敬畏。雖然無法使用召喚獸，但能擊出媲美召喚獸的鐵拳。
高橋洋子（聲優：嘉數由美；台灣：林筱玲）
2年A班的導師，通稱「高橋女士」。她是整個學院中最聰明的人，她所有科目的總分是7800分，近乎翔子的兩倍。但她完全不懂得打棒球。
她的召喚獸外型類似第一次世界大戰時德國軍官的制服，以鞭子做武器。
福原慎（聲優：津田健次郎；台灣：鍾少庭）
原二年F班的導師，在F班試召戰爭敗北後，導師職務就交給了西村老師。在動畫版中、自第一季第三集起任旁白。
大島武（聲優：田中雅之；台灣：鍾少庭）
保健體育科目的教師。有著優異行動力，能利用繩索從屋頂垂降突入教室。召喚獸裝備為現代軍服以及軍刀。
長谷川（聲優：景浦大輔；台灣：鈕凱暘）
數學教師。似乎喜歡高橋老師。召喚獸裝備武器為三角尺。
布施文博（聲優：德本英一郎；台灣：鈕凱暘）
化學教師。說話都用敬語，彬彬有禮且對危機泰然處之。召喚獸的武器是實驗用錐形瓶。
船越
數學教師。四十五歲還是單身，是一個會拿學分威脅學生跟她交往的老師。
竹中（聲優：高橋伸也（動畫第一季）→株田裕介（動畫第二季）；台灣：鈕凱暘）
古典文學教師。

### 親屬相關
島田葉月（Shimada Hazuki，聲優：平田真菜／辻步美（廣播劇CD）；台灣：林筱玲）
美波的妹妹，小學五年級。稱明久是「笨蛋哥哥」，但她也對明久有好感，希望成為他未來的新娘。
吉井玲（聲優：井上喜久子；台灣：李明幸）
明久的姊姊，23歲。雖然是哈佛大學畢業，但她毫無道德觀念，可以只圍著浴巾就外出搭火車。她有戀弟情結，經常會勾引明久並企圖與他發生性關係。她和瑞希在許多地方很類似，包括聰明、烹飪技巧很差、巨乳、以及喜歡明久。
坂本雪乃（聲優：永田依子；台灣：林筱玲）
雄二的母親。外表年輕、常會被誤認為雄二的姉姊。極度天然呆，會搞混七月和十月，分不清海膽和鬃刷。
姬路瑞穗
瑞希的母親，儘管實際上已經四十一歲，但身高只到明久的胸口附近。因為女兒瑞希的抱枕和坐垫上印著明久的圖，因此斷定女兒喜歡他、並對他相當滿意。
久保良光
久保利光的弟弟。本作品中少數擁有正常人思維的角色。與土屋康太的妹妹土屋陽向是同班同學。

## 用語
召喚獸
文月學園的學生所持有代表自己的分身體。外表看似擁有者，身高大約80公分（被變形的擁有者），武器和穿著因人而異，但總體是分數越高，裝備越華麗。雖然操作者的試驗成績的高低是決定性的關鍵，但是不一定分數低的那一方會輸（如明久的召喚獸是63点，卻能打贏163分的召喚獸。那是因為他習慣操作召喚獸的關係）。
測驗召喚戰爭
簡稱為「測召戰爭」，即跟別班進行的「班與班彼此用召喚獸戰鬥」。若贏了比自己高等的班級，就可以替換成那個班的設備；輸了的話設備將會降下一級，甚至被該班的人圍毆。基本上在打倒敵方班長前戰爭都是持續下去的，但如果雙方希望暫時停戰也是可以的。勝負決定後，輸的班級在三個月內不能申請發動試召戰爭。但亦可在勝方不做設備的更換下，繼續發動試召戰爭。
由於在戰鬥中消耗掉了測驗成績，即使成績再怎麼好但分數剩下不多的情況之下，就很容易戰死。必要時要離場接受補充分數測驗，否則是不可能繼續戰鬥。
戰鬥以在場的老師所教授的那一科為測驗分數。根據不同的老師，所能召喚的範圍也有不同。原則上若沒有老師在旁邊是無法使用召喚獸的，但出現「白金手環」的情況（雄二限定），則沒有老師也可能使用。此外，測驗分數在一定程度以上的學生所擁有的召喚獸上帶著的授與有各式各樣能力的腕輪是可能使用的。（那種情況的戰爭，消耗的分數也會增加。）
文月學園的召喚戰爭規則
1. 原則上對戰以班級為單位。在各科指導老師的監督下，可發動測驗召喚系統進行召喚。另外，綜合科目之勝負只有教務主任在場方可進行。
2. 每人僅能擁有一隻召喚獸。此召喚獸擁有與該科最近一次考試分數相對的力量。至於綜合科目，則是各科目最新分數的總合。
3. 召喚獸失去的力量依比例扣除該科分數，一旦減至零分即宣告戰死，必須至補習室接受講習。
4. 召喚獸只要沒有戰死，可以無限次接受考試補充分數。
5. 在對手召喚出召喚獸的情況下，如不進行召喚行為即視為放棄戰鬥，必須與戰死者一同至補習室接受講習到戰爭結束為止。
6. 進行召喚的可能範圍為指導老師的半徑十公尺左右（每人程度各有不同）。
7. 戰鬥只能經由召喚獸進行，如果召喚者本身參與戰鬥將會受到違規處分。
8. 戰爭的勝敗僅能以班長的敗亡與否來決定。關於這場勝負，只要有教師在場認證，過程及手段一概不論。這是以考試分數為武器的「戰爭」，與戰者必須做好心理準備。

手環
手環是裝備在召喚獸以及召喚者身上以增加特殊效果的裝備，發動時，可以達到一般召喚獸所沒有的效果（坂本雄二的白金手環例外），不過要達到條件才行，一旦沒達到條件就算有裝備也不能發動。（白金手環、黑金手環例外）。
各式手環一覽：
黃金手環
一般是裝備在召喚獸身上增加特殊效果的裝備。
持有者需於其中一科目成績達400分以上才能獲得及使用。召喚戰鬥時，假如持有者於要比試的科目成績少於400分，即使裝備了黃金手環也不能發動特殊效果。
白金手環
直接裝在召喚者身上以增加特殊效果的裝備，目前只有吉井明久及坂本雄二所持有（只有兩個，吉井明久的白金手環能力是將分數除二為代價召喚兩隻召喚獸；坂本雄二的白金手環能力則是能夠代替老師作為見證人，然而科目是隨機指定，而且作為見證人時不能召喚）。
由於白金手環是特別製作的關係，沒有發動能力的最低門檻，但若裝備者的綜合科目分數太高便會暴走（不過一、兩科科目特別高則不會暴走），因此只要綜合科目分數不會過高便能使用（不管功課是否優秀）。
黑金手環
動畫版的特殊試作裝備。不同於黃金手環，和白金手環一樣是直接裝在召喚者身上。但若裝備者的綜合科目分數太高便會損壞，因此要給低水準（也就是笨蛋）的人使用。
代理召喚
利用與「召喚（summon）」發音相近的「鲑魚（salmon）」來掩飾出場的不是自己召喚的召喚獸，然後殺對方一個措手不及。被發現的話就會失去參賽資格，所以沒被發現犯規是一種高級技術。
觀察處分者
文月學園特有的處罰，是針對犯下違反校規程度過大者所給予的處分；被判定為觀察處分者的人，其所擁有的召喚獸能夠碰到固體實體物，甚至是搬運物品、破壞、組裝、拆卸物品（機關）和攻擊人，然而，召喚獸在行動期間所造成的疼痛、疲勞（部份情況甚至會出血）和所練就出的一身身手、技巧會反饋給召喚者身上，因而既被稱是笨蛋的代名詞（實際上與功課好壞無關，只要是違反校規程度過大者就會被指定）也是在特定的情況下能夠制勝的關鍵。
目前在小說中僅有明久被指定，似乎之前從來沒有人被指定。另外老師的召喚獸也能碰到固體，明久出現前是由老師負責搬運物品、破壞、組裝、拆卸物品。

## 出版書籍

### 輕小說
- 《笨蛋，測驗，召喚獸》

作者：井上堅二／插畫：葉賀唯
日文版由enterbrain旗下書系Fami通文庫發行；繁體中文版由尖端出版代理；簡體中文版由天聞角川代理發行、湖南美術出版社出版。
自2014年1月起，简体中文版小说在中国大陆各销售通路全面下架，代理方天闻角川尚未对此做法进行说明。
| 卷數 | enterbrain     | enterbrain             | 尖端出版       | 尖端出版               | 天闻角川      | 天闻角川               |
| 卷數 | 發售日期       | ISBN                   | 發售日期       | ISBN                   | 發售日期      | ISBN                   |
| ---- | -------------- | ---------------------- | -------------- | ---------------------- | ------------- | ---------------------- |
| 1    | 2007年1月29日  | ISBN 978-4-7577-3329-9 | 2007年12月14日 | ISBN 978-957-10-3722-6 | 2011年1月1日  | ISBN 978-7-5356-4204-2 |
| 2    | 2007年4月28日  | ISBN 978-4-7577-3505-7 | 2008年4月16日  | ISBN 978-957-10-3821-6 | 2011年3月1日  | ISBN 978-7-5356-4296-7 |
| 3    | 2007年8月30日  | ISBN 978-4-7577-3682-5 | 2008年11月18日 | ISBN 978-957-10-3956-5 | 2011年6月1日  | ISBN 978-7-5356-4452-7 |
| 3.5  | 2008年1月30日  | ISBN 978-4-7577-3979-6 | 2009年5月13日  | ISBN 978-957-10-4057-8 | 2011年8月1日  | ISBN 978-7-5356-4628-6 |
| 4    | 2008年5月30日  | ISBN 978-4-7577-4236-9 | 2009年8月12日  | ISBN 978-957-10-4109-4 | 2011年10月1日 | ISBN 978-7-5356-4758-0 |
| 5    | 2008年11月29日 | ISBN 978-4-7577-4518-6 | 2009年10月9日  | ISBN 978-957-10-4151-3 | 2011年12月1日 | ISBN 978-7-5356-4914-0 |
| 6    | 2009年4月30日  | ISBN 978-4-7577-4827-9 | 2010年1月29日  | ISBN 978-957-10-4221-3 | 2012年2月1日  | ISBN 978-7-5356-5081-8 |
| 6.5  | 2009年8月29日  | ISBN 978-4-7577-5040-1 | 2010年7月28日  | ISBN 978-957-10-4328-9 | 2012年3月1日  | ISBN 978-7-5356-5111-2 |
| 7    | 2009年12月26日 | ISBN 978-4-04-726195-2 | 2010年7月28日  | ISBN 978-957-10-4329-6 | 2012年5月1日  | ISBN 978-7-5356-5290-4 |
| 7.5  | 2010年2月27日  | ISBN 978-4-04-726313-0 | 2010年12月10日 | ISBN 978-957-10-4410-1 | 2012年7月1日  | ISBN 978-7-5356-5414-4 |
| 8    | 2010年8月30日  | ISBN 978-4-04-726727-5 | 2011年2月9日   | ISBN 978-957-10-4427-9 | 2012年8月1日  | ISBN 978-7-5356-5519-6 |
| 9    | 2011年1月19日  | ISBN 978-4-04-727031-2 | 2011年8月12日  | ISBN 978-957-10-4572-6 | 2012年10月1日 | ISBN 978-7-5356-5656-8 |
| 9.5  | 2011年6月30日  | ISBN 978-4-04-727332-0 | 2012年4月17日  | ISBN 978-957-10-4834-5 | 2013年1月1日  | ISBN 978-7-5356-5900-2 |
| 10   | 2011年12月26日 | ISBN 978-4-04-727647-5 | 2012年7月19日  | ISBN 978-957-10-4939-7 | 2013年4月1日  | ISBN 978-7-5356-6126-5 |
| 10.5 | 2012年9月29日  | ISBN 978-4-04-728351-0 | 2013年4月17日  | ISBN 978-957-10-5206-9 | 2013年7月1日  | ISBN 978-7-5356-6260-6 |
| 11   | 2013年3月30日  | ISBN 978-4-04-728752-5 | 2013年11月8日  | ISBN 978-957-10-5380-6 | 2013年12月1日 | ISBN 978-7-5356-6651-2 |
| 12   | 2013年11月30日 | ISBN 978-4-04-729293-2 | 2014年5月21日  | ISBN 978-957-10-5569-5 |               |                        |
| 12.5 | 2015年3月30日  | ISBN 978-4-04-730298-3 | 2016年4月7日   | ISBN 978-957-10-6504-5 |               |                        |

- 《聯合創作文集2 「文學少女」登上石像怪與笨蛋的階梯》

作者：井上堅二／插畫：竹岡美穂
由enterbrain旗下書系Fami通文庫出版的短篇輕小說文集。
| 標題 | enterbrain     | enterbrain             |
| 標題 | 發售日期       | ISBN                   |
| ---- | -------------- | ---------------------- |
|      | 2008年10月30日 | ISBN 978-4-7577-4484-4 |

### 漫畫
- 《笨蛋，測驗，召喚獸》

原作：井上堅二／作畫：、
本篇由《月刊少年Ace》2009年6月號起連載。
| 卷數 | 角川書店       | 角川書店               | 台灣角川       | 台灣角川               |
| 卷數 | 發售日期       | ISBN                   | 發售日期       | ISBN                   |
| ---- | -------------- | ---------------------- | -------------- | ---------------------- |
| 1    | 2009年12月26日 | ISBN 978-4-04-715358-5 | 2011年2月10日  | ISBN 978-986-28-7044-3 |
| 2    | 2010年2月26日  | ISBN 978-4-04-715388-2 | 2011年3月12日  | ISBN 978-986-28-7070-9 |
| 3    | 2010年8月26日  | ISBN 978-4-04-715498-8 | 2011年4月13日  | ISBN 978-986-28-7095-2 |
| 4    | 2011年1月26日  | ISBN 978-4-04-715612-8 | 2011年7月21日  | ISBN 978-986-28-7232-1 |
| 5    | 2011年6月26日  | ISBN 978-4-04-715716-3 | 2011年12月17日 | ISBN 978-986-28-7442-4 |
| 6    | 2012年1月26日  | ISBN 978-4-04-120090-2 | 2012年7月13日  | ISBN 978-986-28-7841-5 |
| 7    | 2012年7月26日  | ISBN 978-4-04-120330-9 | 2013年1月16日  | ISBN 978-986-32-5169-9 |
| 8    | 2013年3月26日  | ISBN 978-4-04-120627-0 | 2013年9月4日   | ISBN 978-986-32-5550-5 |
| 9    | 2013年6月26日  | ISBN 978-4-04-120732-1 | 2014年2月20日  | ISBN 978-986-32-5818-6 |
| 10   | 2014年1月25日  | ISBN 978-4-04-121009-3 | 2014年8月16日  | ISBN 978-986-36-6107-8 |
| 11   | 2014年7月25日  | ISBN 978-4-04-101584-1 | 2015年3月11日  | ISBN 978-986-36-6392-8 |
| 12   | 2015年1月26日  | ISBN 978-4-04-102280-1 | 2015年10月16日 | ISBN 978-986-36-6769-8 |
| 13   | 2015年6月26日  | ISBN 978-4-04-103130-8 | 2016年8月22日  | ISBN 978-986-47-3266-1 |
| 14   | 2016年3月26日  | ISBN 978-4-04-103131-5 | 2017年1月19日  | ISBN 978-986-47-3476-4 |

- 《笨蛋，測驗，召喚獸 SPINOUT! 我們的日常生活》

原作：井上堅二／作畫：namo
日常篇由enterbrain旗下網路漫畫網站《Fami通Comic Clear》連載。
| 卷數 | enterbrain    | enterbrain             | 尖端出版      | 尖端出版             |
| 卷數 | 發售日期      | ISBN                   | 發售日期      | EAN                  |
| ---- | ------------- | ---------------------- | ------------- | -------------------- |
| 1    | 2010年5月15日 | ISBN 978-4-04-726513-4 | 2011年2月19日 | EAN 471-7702-23869-8 |
| 2    | 2010年9月15日 | ISBN 978-4-04-726750-3 | 2011年8月12日 | EAN 471-7702-24228-2 |
| 3    | 2011年2月14日 | ISBN 978-4-04-727052-7 | 2012年1月10日 | EAN 471-7702-24497-2 |
| 4    | 2011年7月15日 | ISBN 978-4-04-727373-3 | 2012年6月12日 | EAN 471-7702-24632-7 |
| 5    | 2012年1月14日 | ISBN 978-4-04-727767-0 | 2012年8月12日 | EAN 471-7702-24927-4 |
| 6    | 2012年8月10日 | ISBN 978-4-04-728263-6 | 2014年2月20日 | EAN 471-7702-25890-0 |

- 《笨蛋，測驗，召喚獸 歡樂篇》

原作：井上堅二／作畫：KOIZUMI
歡樂篇由《月刊少年Ace》2010年2月號至2014年1月號連載。
| 卷數 | 角川書店      | 角川書店               | 台灣角川      | 台灣角川               |
| 卷數 | 發售日期      | ISBN                   | 發售日期      | ISBN                   |
| ---- | ------------- | ---------------------- | ------------- | ---------------------- |
| 1    | 2010年8月26日 | ISBN 978-4-04-715512-1 | 2012年3月24日 | ISBN 978-986-28-7606-0 |
| 2    | 2011年6月26日 | ISBN 978-4-04-715723-1 | 2012年6月15日 | ISBN 978-986-28-7768-5 |
| 3    | 2013年3月26日 | ISBN 978-4-04-120628-7 | 2013年9月18日 | ISBN 978-986-32-5618-2 |
| 4    | 2014年1月25日 | ISBN 978-4-04-121010-9 | 2014年7月18日 | ISBN 978-986-36-6058-3 |

## 周邊

### 廣播劇CD
由Movic發售。
- 笨蛋，測驗，召喚獸 vol.1（バカとテストと召喚獣　vol.1）
- 笨蛋，測驗，召喚獸 vol.2（バカとテストと召喚獣　vol.2）
- 笨蛋，測驗，召喚獸 vol.3（バカとテストと召喚獣　vol.3）
- 笨蛋，測驗，召喚獸 vol.4（バカとテストと召喚獣　vol.4）
- 笨蛋，測驗，召喚獸 vol.5（バカとテストと召喚獣　vol.5）
- 笨蛋，測驗，召喚獸 vol.6（バカとテストと召喚獣　vol.6）
- 笨蛋，測驗，召喚獸 vol.7（バカとテストと召喚獣　vol.7）
- 笨蛋，測驗，召喚獸 vol.8（バカとテストと召喚獣　vol.8）
- 笨蛋，測驗，召喚獸 vol.9（バカとテストと召喚獣　vol.9）
- 笨蛋，測驗，召喚獸 vol.10（バカとテストと召喚獣　vol.10）
- 笨蛋，測驗，召喚獸 vol.11（バカとテストと召喚獣　vol.11）
- 笨蛋，測驗，召喚獸 vol.12（バカとテストと召喚獣　vol.12）

### 相關商品
特製商品組（特製グッズセット）
- 笨蛋，測驗，召喚獸 2009年學校月曆（バカとテストと召喚獣 2009年スクールカレンダー）
- 笨蛋，測驗，召喚獸 五張圖畫明信片（バカとテストと召喚獣 絵葉書五枚）
- 笨蛋，測驗，召喚獸 文具組（バカとテストと召喚獣 ステーショナリーセット）
- 笨蛋，測驗，召喚獸 可怕的自習筆記本（バカとテストと召喚獣 恐怖の自習のノート）
- 笨蛋，測驗，召喚獸 秀吉備忘墊（バカとテストと召喚獣 秀吉メモパッド）
- 笨蛋，測驗，召喚獸 自動鉛筆（バカとテストと召喚獣 シャープペン）

## 動畫

### 電視動畫
- 第一季2010年1月6日开始在東京電視台放送。
- 第二季2011年7月7日開始播放，標題為《笨蛋、測驗、召喚獸2》（バカとテストと召喚獣にっ！）。

#### 製作人員
- 原作：井上堅二（《笨蛋、測驗、召喚獸》系列／Fami通文庫、Enterbrain出版）
- 角色原案：葉賀
- 企劃：岩崎篤史、柴田維、井上俊次、松永芳幸、金子逸人
- 監督：大沼心
- 企劃結構、系列構成：高山克彦
- 角色設計：大島美和
- 色彩設計：木幡美雪
- 美術監督：東厚治
- 攝影監督：中西康祐
- 編輯：
- 音樂：虹音
- 音樂監製：齊藤滋
- 音樂制作：Lantis
- 監製：新田達弘、立崎孝史、伊藤善之、和田洋介
- 助理監製：河本紗知
- 動畫制作監製：金子逸人
- 動畫制作：SILVER LINK.
- 製作：笨蛋、測驗、召喚獸製作委員會（Media Factory、T.O Entertainment、Lantis、COSPA、SILVER LINK.）

#### 主題曲
第一季
片頭曲
- 「Perfect-area complete!」

作詞：畑亞貴  作曲、編曲：前山田健一  歌：麻生夏子
片尾曲
- 「バカ・ゴー・ホーム」（第1～6話、第10～13話）

作詞：bamboo  作曲：一番星☆光  編曲：宮崎京一  歌：milktub
合唱：（吉井明久（下野紘）、姫路瑞希（原田瞳）、島田美波（水橋香織）、木下秀吉（加藤英美里）、坂本雄二（鈴木達央）、土屋康太（宮田幸季）、霧島翔子（磯村知美））
- （第7～9話）

作詞、作曲：yozuca*  編曲：黑須彥
歌：姬路瑞希（原田瞳）、島田美波（水橋香織）、木下秀吉（加藤英美里）、霧島翔子（磯村知美）
第二季
片頭曲
- （第1～6話、第8~13話）

作詞：畑亞貴  作曲、編曲：高瀨一矢  歌：Larval Stage Planning
片尾曲
- （第2～6話、第8~10話、第12話、第13話）

作詞：畑亞貴  作曲、編曲：前山田健一  歌：麻生夏子
- （第7話）

作詞：bamboo  作曲：一番星☆光  編曲：宮崎京一  歌：milktub
- 「Hi-Ho!!」（第11話）

作詞：bamboo  作曲：一番星☆光  編曲：宮崎京一  歌：milktub

#### 各話標題
| 話數   | 日文標題 | 中文標題                               | 劇本       | 分鏡       | 演出              | 作畫監督                                                                                        | 總作畫監督      | 改編自                   |
| 第一季 | 第一季   | 第一季                                 | 第一季     | 第一季     | 第一季            | 第一季                                                                                          | 第一季          | 第一季                   |
| ------ | -------- | -------------------------------------- | ---------- | ---------- | ----------------- | ----------------------------------------------------------------------------------------------- | --------------- | ------------------------ |
| 第1問  |          | 笨蛋，班級，召喚戰爭                   | 高山克彦   | 大沼心     | 大沼心            | 野田惠、八代紀實子 長谷川亨雄                                                                   | -               | 小說第1卷+ 部分原創      |
| 第2問  |          | 百合，玫瑰，健康教育                   | 高山克彦   | 齊藤良成   | 齊藤良成          | 佐佐木貴宏、渡部桂太                                                                            | 大島美和        | 小說第1卷+ 部分原創      |
| 第3問  |          | 伙食費，約會，電擊槍                   | 高山克彦   | 渡邊慎一   | 渡邊慎一          | 松浦里美、竹森由加 八代紀實子、野田惠                                                           | 大島美和        | 動畫原創                 |
| 第4問  |          | 愛，香辛料，便當                       | 高山克彦   | 青木英     | 吉本毅            | 渡邊亞彩美                                                                                      | 大島美和        | 動畫原創                 |
| 第5問  |          | 地图，宝藏，Striker                    | 高山克彦   | 渡邊慎一   | 福多潤            | 竹森由加、野田惠、松浦里美 山吉一幸、富田佳亨                                                   | 大島美和        | 動畫原創                 |
| 第6問  |          | 我，泳池，泳装樂園――、                 | 高山克彦   | 岩畑剛一   | 土屋康郎          | 長谷川亨雄、井上善勝、谷口繁則                                                                  | 大島美和 野田惠 | 小說第3.5卷              |
| 第7問  |          | 我，翔子，如月豪華樂園                 | 高山克彦   | 大沼心     | 笹原嘉文          | 野田惠、松浦里美、山吉一幸 竹森由加、石田啟一、長谷川亨雄 富田佳亨、森前和也                    | 大島美和        | 小說第3.5卷              |
| 第8問  |          | 暴走，迷宮，召喚獸補完計畫             | 高山克彦   | 齊藤良成   | 齊藤良成          | 渡部桂太、佐佐木貴宏                                                                            | 大島美和        | 動畫原創                 |
| 第9問  |          | Kiss，胸部，馬尾                       | 高山克彦   | 細田直人   | 吉本毅            | 渡邊亞彩美                                                                                      | 大島美和        | 小說第5卷                |
| 第10問 |          | 模擬考試，怪盜，情書                   | 高山克彦   | 渡邊慎一   | 渡邊慎一          | 野田惠、竹森由加、松浦里美 山吉一幸、長谷川亨雄、森前和也 石田啟一、谷口繁則                    | 大島美和        | 小説第3.5卷              |
| 第11問 |          | 勁敵，情書，閃電作戰                   | 高山克彦   | 大沼心     | 笹原嘉文 齊藤良成 | 野田惠、齊藤良成、山吉一幸 竹森由加、石田啟一、長谷川亨雄 渡部桂太、佐佐木貴宏                  | 大島美和        | 小說第1卷+ 部分原創      |
| 第12問 |          | 愛，勇氣，我們的戰鬥就從現在開始（偽） | 高山克彦   | 渡邊慎一   | 福多潤 渡邊慎一   | 野田惠、山吉一幸、松浦里美 竹森由加、森前和也、石田啟一 渡部桂太、長谷川亨雄、井上善勝 谷口繁則 | 大島美和        | 小說第1卷+ 部分原創      |
| 第13問 |          | 笨蛋，測驗，召喚獸                     | 高山克彦   | 川口敬一郎 | 大沼心            | 野田惠、山吉一幸、松浦里美 竹森由加、森前和也、長谷川亨雄 鈴木奈都子、齊藤良成                  | 大島美和        | 小說第1卷+ 部分原創      |
| 第二季 |          |                                        |            |            |                   |                                                                                                 |                 |                          |
| 第1問  |          | 我，大家，海水浴                       | 高山克彥   | 大沼心     | 大沼心            | 野田惠、大島美和                                                                                | -               | 小說第6.5卷              |
| 第2問  |          | 我，浴衣，祭典騷動                     | 高山克彥   | 齊藤良成   | 齊藤良成          | 松浦里美、高原修司                                                                              | 大島美和        | 小說第6.5卷              |
| 第3問  |          | 我，那個女孩，絨毛玩偶                 | 關根亞由實 | 渡邊慎一   | 渡邊慎一          | 山吉一幸、竹森由加                                                                              | 大島美和        | 小說第3.5卷+ 小說第6.5卷 |
| 第4問  |          | 我，真心話，男人的尊嚴                 | 大沼心     | 福多潤     | 福多潤            | 山吉一幸、坂本龍典、竹森由加 高原修司、松浦里美、野田惠                                         | 大島美和        | 小說第7.5卷              |
| 第5問  |          | 我，偷窺，強化合宿                     | 高山克彥   | 渡邊慎一   | 山口賴房          | 高原修司、松浦里美、野田惠                                                                      | 大島美和        | 小說第3卷                |
| 第6問  |          | 我，偷窺，男人的友情                   | 高山克彥   | 川面真也   | 川面真也          | 小谷杏子、つなきあき、野田惠                                                                    | 大島美和        | 小說第3卷                |
| 第7問  |          | 我，偷窺，遙遠的桃源鄉                 | 高山克彥   | 西田正義   | 井硲清高          | つなきあき、高原修                                                                              | 大島美和        | 小說第3卷                |
| 第8問  |          | 我，日本，不明白的語言                 | 高山克彥   | 坂本隆     | 坂本隆            | 坂本隆、牛島希                                                                                  | 大島美和        | 小說第7.5卷              |
| 第9問  |          | 我，戀愛，交涉術                       | 高山克彥   | 岩畑剛一   | 夕澄慶英          | 小田武士、宮嶋仁志                                                                              | 大島美和        | 小說第4卷                |
| 第10問 |          | 我，戀愛之路，戀愛術                   | 高山克彥   | 渡邊慎一   | 森宮崇佳          | 大河原晴男、片岡千春                                                                            | 大島美和        | 小說第4卷                |
| 第11問 |          | 雄二，翔子，兒時回憶                   | 關根亞由實 | 笹原嘉文   | 福多潤            | 野田惠、山吉一幸、小谷杏子                                                                      | 大島美和        | 小說第6.5卷              |
| 第12問 |          | 笨蛋，小丑，鎮魂歌                     | 關根亞由實 | 渡邊慎一   | 渡邊慎一          | 野田惠、山吉一幸、高原修司 松浦里美、竹森由加、片岡千春                                         | 大島美和        | 小說第6卷                |
| 第13問 |          | 笨蛋，測驗，召喚獸                     | 關根亞由實 | 大地丙太郎 | 川面真也          | 野田惠、山吉一幸、小谷杏子 竹森由加、中西理繪、上田峰子 長谷川亨雄、片岡千春                    | 大島美和        | 小說第6卷                |

#### 播放單位
日本深夜動畫：下文記載的日本国内播放時間使用日本標準時間（UTC+9）表示。因為部分時間标识會採用30小时制，因此請留意这类超过24:00的时间，其實際播放時間為翌日清晨。
| 播放地區   | 播放電視台   | 播放日期                | 播放時間（UTC+9）  | 所屬聯播網                | 備註         |        |
| 第一季     | 第一季       | 第一季                  | 第一季             | 第一季                    | 第一季       | 第一季 |
| ---------- | ------------ | ----------------------- | ------------------ | ------------------------- | ------------ | ------ |
| 關東廣域圈 | 東京電視台   | 2010年1月6日 - 3月31日  | 週三 26:20 - 26:50 | 東京電視台系列            |              |        |
| 愛知県     | 愛知電視台   | 2010年1月6日 - 3月31日  | 週三 26:58 - 27:28 | 東京電視台系列            |              |        |
| 大阪府     | 大阪電視台   | 2010年1月8日 - 4月2日   | 週五 27:35 - 28:05 | 東京電視台系列            |              |        |
| 日本全域   | AT-X         | 2010年1月14日 - 4月8日  | 週四 11:00 - 11:30 | CS放送                    | 有重播時段   |        |
| 日本全域   | BS日本       | 2011年4月3日 - 6月26日  | 週日 24:05 - 24:35 | 東京電視台系列 BS數位放送 |              |        |
| 日本全域   | Kids Station | 2012年5月19日 - 6月2日  | 週六 26:00 - 28:30 | CS放送                    | 最多五集連播 |        |
| 鹿兒島縣   | 鹿兒島電視台 | 2010年6月3日 - 9月2日   | 週四 26:20 - 26:50 | 富士電視網                |              |        |
| 滋賀縣     | 琵琶湖放送   | 2011年4月5日 - 6月28日  | 週二 26:50 - 27:20 | 独立UHF局                 |              |        |
| 第二季     |              |                         |                    |                           |              |        |
| 關東地方   | 東京電視台   | 2011年7月7日 - 9月29日  | 週四 26:15 - 26:45 | 東京電視台系列            |              |        |
| 大阪府     | 大阪電視台   | 2011年7月8日 - 9月30日  | 週五 27:05 - 27:35 | 東京電視台系列            |              |        |
| 愛知縣     | 愛知電視台   | 2011年7月13日 - 10月5日 | 週三 27:00 - 27:30 | 東京電視台系列            |              |        |
| 日本全域   | AT-X         | 2011年7月14日 - 10月6日 | 週四 9:30 - 10:00  | CS放送                    | 有重播時段   |        |
| 日本全域   | Kids Station | 2012年6月9日 - 6月23日  | 週六 26:00 - 28:30 | CS放送                    | 最多五集連播 |        |

| 播放地區  | 播放電視台 | 播放日期                                   | 當地播放時間                                  | 所屬聯播網  | 備註             |        |
| 第一季    | 第一季     | 第一季                                     | 第一季                                        | 第一季      | 第一季           | 第一季 |
| --------- | ---------- | ------------------------------------------ | --------------------------------------------- | ----------- | ---------------- | ------ |
| 香港      | Animax     | 2011年11月22日－12月8日                    | 星期一至五 21:00－21:30                       |             |                  |        |
| 臺灣      | Animax     | 2011年11月30日－12月16日                   | 星期一至五 22:30－23:00                       | 有線電視    | 含重播時段       |        |
| 臺灣      | AXN        | 2013年8月21日－8月29日                     | 星期一至五 19:00－20:00 8月29日：19:00－19:30 | 有線電視    | 二集連播，含中配 |        |
| 第二季    |            |                                            |                                               |             |                  |        |
| 香港      | Animax     | 2012年10月1日－10月17日                    | 星期一至五 21:00－21:30                       |             |                  |        |
| 臺灣      | Animax     | 2012年11月2日－11月20日                    | 星期一至五 20:30－21:00                       | 有線電視    | 含重播時段       |        |
| 臺灣      | AXN        | 2013年8月30日－9月9日                      | 星期一至五 19:00－20:00 8月30日：19:30－20:00 | 有線電視    | 二集連播，含中配 |        |
| OVA：祭典 |            |                                            |                                               |             |                  |        |
| 香港      | Animax     | 2012年10月18日－10月19日                   | 星期一至五 21:00－21:30                       |             |                  |        |
| 臺灣      | Animax     | 2012年10月31日－11月1日                    | 星期一至五 20:30－21:00                       | 有線電視    | 有重播時段       |        |
| 臺灣      | AXN        | 2013年8月29日、8月30日                     | 8月29日：19:30－20:00 8月30日：19:00－19:30   | 有線電視    |                  |        |
| 臺灣      | Animax HD  | 第一集：2015年5月8日 第二集：2015年5月12日 | 第一集：20:30 - 21:00 第二集：15:00 - 15:30   | 中華電信MOD | 有重播時段       |        |

| 播放網頁                                                | 播放形態      | 播放範圍 | 播放期間                                           |        |        |        |
| 第一季                                                  | 第一季        | 第一季   | 第一季                                             | 第一季 | 第一季 | 第一季 |
| ------------------------------------------------------- | ------------- | -------- | -------------------------------------------------- | ------ | ------ | ------ |
| 樂天ShowTime                                            | 個人電腦      | 日本全域 | 2010年1月15日 - 、免費播放                         |        |        |        |
| U-NEXT                                                  | VOD（IP方式） | 日本全域 | 2010年1月15日 - 、免費播放                         |        |        |        |
| 媒體☆工廠!                                              | 手機          | 日本全域 | 2010年1月15日 - 、免費播放                         |        |        |        |
| GyaO!Store、DMM、Anime One、goo OCN、あにてれ、萬代頻道 | 電腦          | 日本全域 | 2010年1月22日 - 、付費播放                         |        |        |        |
| J:COM、PlayStation Store                                | STB           | 日本全域 | 2010年1月22日 - 、付費播放                         |        |        |        |
| 第二季                                                  |               |          |                                                    |        |        |        |
| 樂天ShowTime、Niconico                                  | 個人電腦      | 日本全域 | 2011年7月15日起 各集經一週免費播放，之後改為付費。 |        |        |        |
| 媒體☆工廠!、Movie Gate                                  | 手機          | 日本全域 | 2011年7月15日起 各集經一週免費播放，之後改為付費。 |        |        |        |

### OVA
- 標題為《笨蛋、測驗、召喚獸 〜祭典〜》（バカとテストと召喚獣 〜祭〜），分上、下兩卷。
- 發售日：上卷（2011年2月23日）、下卷（2011年3月30日）
- 改編自：小說第2卷

#### 製作人員
- 原作：井上堅二（《笨蛋、測驗、召喚獸》系列／Fami通文庫、Enterbrain出版）
- 角色原案：葉賀唯
- 企劃：岩崎篤史、森好正、柴田維、原田學、井上俊次、松永芳幸、金子逸人、峰岸卓生
- 監督：大沼心
- 系列構成：高山克彦
- 角色設計：大島美和
- 色彩設計：木幡美雪
- 美術監督：東厚治
- 攝影監督：中西康祐
- 編輯：田熊純
- 音響監督：龜山俊樹
- 音樂：虹音
- 音樂監製：齊藤滋
- 音樂制作：Lantis
- 監製：新田達弘、高山昌子、立崎孝史、有永真仁、伊藤善之、和田洋介、細川修
- 助理監製：橫山憲二郎、川村仁、正木大督
- 動畫制作監製：金子逸人
- 動畫制作：SILVER LINK.
- 製作：笨蛋、測驗、召喚獸2製作委員會（Media Factory、T.O Entertainment、Lantis、COSPA、SILVER LINK.、角川CONTENTS GATE、Enterbrain、博報堂DY媒體夥伴）

#### 主題曲
片頭曲「恋愛向上 committee」
作詞：  作曲、編曲：前山田健一  歌：麻生夏子
片尾曲「月曜」
作詞：bamboo  作曲：一番星☆光  編曲：宮崎京一  歌：milktub

#### 檢舉
Animax台灣頻道引進《變態王子與不笑貓》播出，但在播出沒多久，便遭到家長向台北市議員黃珊珊檢舉該作品有物化女性及性騷擾之嫌，黃珊珊更直接在公眾場合播出被檢舉的揉胸部片段，認為不應該在黃金時段播出。事後隔天卻有網友發現黃珊珊播放的片段並非Animax播放的片段，影片中的確也沒有該頻道的Logo。而這起爭議也間接影響到之前於Animax播出的其他動畫，如《戀曲寫真》、《笨蛋、測驗、召喚獸》等。

## 网络广播
笨蛋，測驗，召喚獸 文月学園放送部（ - しょうかんじゅう ふみつきがくえんほうそうぶ）在音泉播放和动画连动的网络广播。

### 概要
- 配信期間：2009年11月12日 -
- 配信週：3周1次周四、从2010年1月开始毎周周四更新

### 参加人员
- 下野紘（吉井明久役）
- 原田瞳（姫路瑞希役）

### 嘉賓
| 回數   | 嘉賓                                                                                  | 日期           |
| ------ | ------------------------------------------------------------------------------------- | -------------- |
| 第1回  | 水橋香織（島田美波）                                                                  | 2009年11月12日 |
| 第2回  | 加藤英美里（木下秀吉）                                                                | 12月3日        |
| 第3回  | 水橋香織（島田美波） 加藤英美里（木下秀吉） 鈴木達央（坂本雄二）                      | 12月24日       |
| 第4回  | 宮田幸季（土屋康太）                                                                  | 2010年1月7日   |
| 第5回  | 津田健次郎（福原慎）                                                                  | 1月14日        |
| 第6回  | 津田健次郎（福原慎）                                                                  | 1月21日        |
| 第7回  | 磯村知美（霧島翔子）                                                                  | 1月18日        |
| 第8回  | 磯村知美（霧島翔子）                                                                  | 2月4日         |
| 第9回  | 麻生夏子（片頭曲歌唱）                                                                | 2月11日        |
| 第10回 | Milktub（片尾曲歌唱）                                                                 | 2月18日        |
| 第11回 | 鈴木達央（坂本雄二）                                                                  | 2月25日        |
| 第12回 | 井上喜久子（吉井玲）                                                                  | 3月4日         |
| 第13回 | 南條愛乃（工藤愛子）                                                                  | 3月11日        |
| 第14回 | 平田真菜（島田葉月）                                                                  | 3月18日        |
| 第15回 | 磯村知美（霧島翔子） 南條愛乃（工藤愛子） 加藤英美里（木下優子） 寺島拓篤（久保利光） | 3月25日        |
| 第16回 | 鈴木達央（坂本雄二） 水橋香織（島田美波） 加藤英美里（木下秀吉） 宮田幸季（土屋康太） | 4月1日         |
| 第17回 | 寺島拓篤（久保利光）                                                                  | 4月8日         |
| 第18回 | 寺島拓篤（久保利光）                                                                  | 4月15日        |
| 第19回 | 竹達彩奈（清水美春）                                                                  | 4月22日        |
| 第20回 | 竹達彩奈（清水美春）                                                                  | 4月29日        |
| 第21回 | 津田健次郎（福原慎）                                                                  | 5月6日         |
| 第22回 | 津田健次郎（福原慎）                                                                  | 5月13日        |
| 第23回 | 高山ゆうこ（中林宏美）                                                                | 5月20日        |
| 第24回 | 五十嵐裕美（小山友香）                                                                | 5月27日        |
| 第25回 | 磯村知美（霧島翔子）                                                                  | 6月3日         |
| 第26回 | 磯村知美（霧島翔子）                                                                  | 6月10日        |
| 第27回 | 水橋香織（島田美波）                                                                  | 6月17日        |
| 第28回 | 水橋香織（島田美波）                                                                  | 6月24日        |
| 第29回 | 加藤英美里（木下秀吉）                                                                | 7月1日         |
| 第30回 | 加藤英美里（木下秀吉）                                                                | 7月8日         |

## 遊戲
PSP平台上的遊戲在2012年12月13日發售。

## 外部連結
- 動畫公式官網 （页面存档备份，存于）（日語）
- 笨蛋、測驗、召喚獸第一季動畫網站 （页面存档备份，存于）（日語）
- 笨蛋、測驗、召喚獸第二季動畫網站 （页面存档备份，存于）（日語）

| 東京電視台 週三 26:20 - 26:50節目 | 東京電視台 週三 26:20 - 26:50節目              | 東京電視台 週三 26:20 - 26:50節目 |
| --------------------------------- | ---------------------------------------------- | --------------------------------- |
|                                   | 笨蛋，測驗，召喚獸 （2010年1月6日 - 3月31日）  |                                   |
| 輕聲密語                          | ちょいとマスカット!                            |                                   |
| 週四 26:15 - 26:45節目            |                                                |                                   |
| 瑪莉亞狂熱                        | 笨蛋，測驗，召喚獸2 （2011年7月7日 - 9月29日） | 天才麻將少女 傑作選               |

| Animax 星期一至五 21:00－21:30 節目 | Animax 星期一至五 21:00－21:30 節目                                          | Animax 星期一至五 21:00－21:30 節目 |
| ----------------------------------- | ---------------------------------------------------------------------------- | ----------------------------------- |
|                                     | 笨蛋，測驗，召喚獸 第一季（2011/11/22－12/8） 第2季+祭典（2012/10/1－10/19） |                                     |
| 戰鬥司書薄櫻鬼OVA雪華錄             | 魔B爸BBLEACH 漂靈 第110-167集                                                |                                     |
| 星期一至五 22:30－23:00 節目        |                                                                              |                                     |
| 羅密歐×茱麗葉                       | 笨蛋，測驗，召喚獸 三季連播 （2013年1月7日－2月13日）                        | 灼眼的夏娜Ⅲ                         |

| Animax 星期一至五 22:30－23:00 節目 | Animax 星期一至五 22:30－23:00 節目                                                 | Animax 星期一至五 22:30－23:00 節目   |
| ----------------------------------- | ----------------------------------------------------------------------------------- | ------------------------------------- |
|                                     | 笨蛋，測驗，召喚獸 （2011年11月30日－12月16日）                                     |                                       |
| 戰鬥司書                            | 虎與龍                                                                              |                                       |
| 星期一至五 20:30－21:00 節目        |                                                                                     |                                       |
| 火影忍者疾風傳III武裝鍊金 中配首播  | 笨蛋，測驗，召喚獸 三季連播 （2012年10月12日－11月20日） 中配首播（2013/5/3－6/11） | 薄櫻鬼碧血錄學園救援團 第1－51集 重播 |

| AXN 星期一至五 19:00－20:00 節目 | AXN 星期一至五 19:00－20:00 節目                      | AXN 星期一至五 19:00－20:00 節目 |
| -------------------------------- | ----------------------------------------------------- | -------------------------------- |
|                                  | 笨蛋，測驗，召喚獸 三季連播 （2013年8月21日－9月9日） |                                  |
| 惡魔奶爸                         | 魔幻天使 第二季                                       |                                  |